# Jockey Club (Buenos Aires)
El Jockey Club es un club de la ciudad de Buenos Aires, Argentina, fundado el 15 de abril de 1882 por Carlos Pellegrini y un grupo de "caballeros representativos de la actividad política y económica del país". En 2016, contaba con 7600 socios, todos hombres, miembros de la élite que conforman la aristocracia argentina.

## Arquitectura

### Usos y funciones
La casa, en su estado actual, es el resultado de la integración de dos mansiones de estilo ecléctico que estuvo tan en boga en nuestra ciudad a partir de las últimos años del siglo XIX. El interior de la residencia presenta una muy especial distribución, sobre todo por la necesidad de adecuar los espacios al desnivel producido por la pronunciada pendiente de la calle Cerrito
Ingreso principal
Al dirigirse hacia la izquierda se encuentran el guardarropa y los ascensores que facilitan el acceso a los pisos superiores. A través de amplias puertas se llega a un gran hall de recepción, que se comunica con el comedor y con diversos salones, entre ellos los denominados Belgrano y Dorado, que cuentan con servicio de bar y pueden ser utilizados por los socios para ofrecer recepciones privadas. El salón comedor posee ventanales que permiten contemplar un magnífico panorama del jardín de la casa y de las fuentes que lo ornamentan. Tiene capacidad para 120 comensales. Brinda servicio de almuerzo y comida y los socios pueden concurrir a él con un máximo de cuatro invitados.
Primer piso
En este nivel está ubicada la Intendencia y un anexo de las salas de juego con acceso exclusivo para socios.
Segundo piso
En el ala que da hacia los jardines se encuentran la Presidencia y los despachos de las autoridades del Club. Muy cerca de estas dependencias encontramos el Salón Congrève, acogedor ámbito que, con su adyacente patio cubierto, de estilo romano, también puede ser utilizado por los socios para ofrecer comidas o recepciones privadas. En el sector del piso que se abre sobre la Avenida Alvear está ubicada la Biblioteca, a la que también se puede llegar por la monumental escalera que parte de la recepción de la planta baja. El ámbito también se prestigia con la exposición de una copia manuscrita de nuestro Himno Nacional, en versión completa, realizada de puño y letra por el propio don Vicente López y Planes
Tercer piso
Se ubica en este piso la Sala de Ajedrez, que cuenta con una biblioteca especializada y un equipo de computación para el análisis y aprendizaje de esta disciplina. Durante el año se realizan en esta sala torneos internos e interclubes, con la participación de representantes de distintas instituciones afines.
Cuarto piso
En esta planta se encuentran las salas de juego y la de billares. En ambos sectores de desarrollan torneos en distintas categorías, siendo el más importante -a nivel interno- el Torneo Anual de Truco, y en la modalidad interclubes, el Torneo de Bridge.
Quinto piso
Comprende el Gimnasio, con clases grupales dirigidas; el Squash, donde también se desarrollan torneos a lo largo del año, y la Sala de Boxeo, bajo la supervisión de un profesional de ese deporte.

## Historia

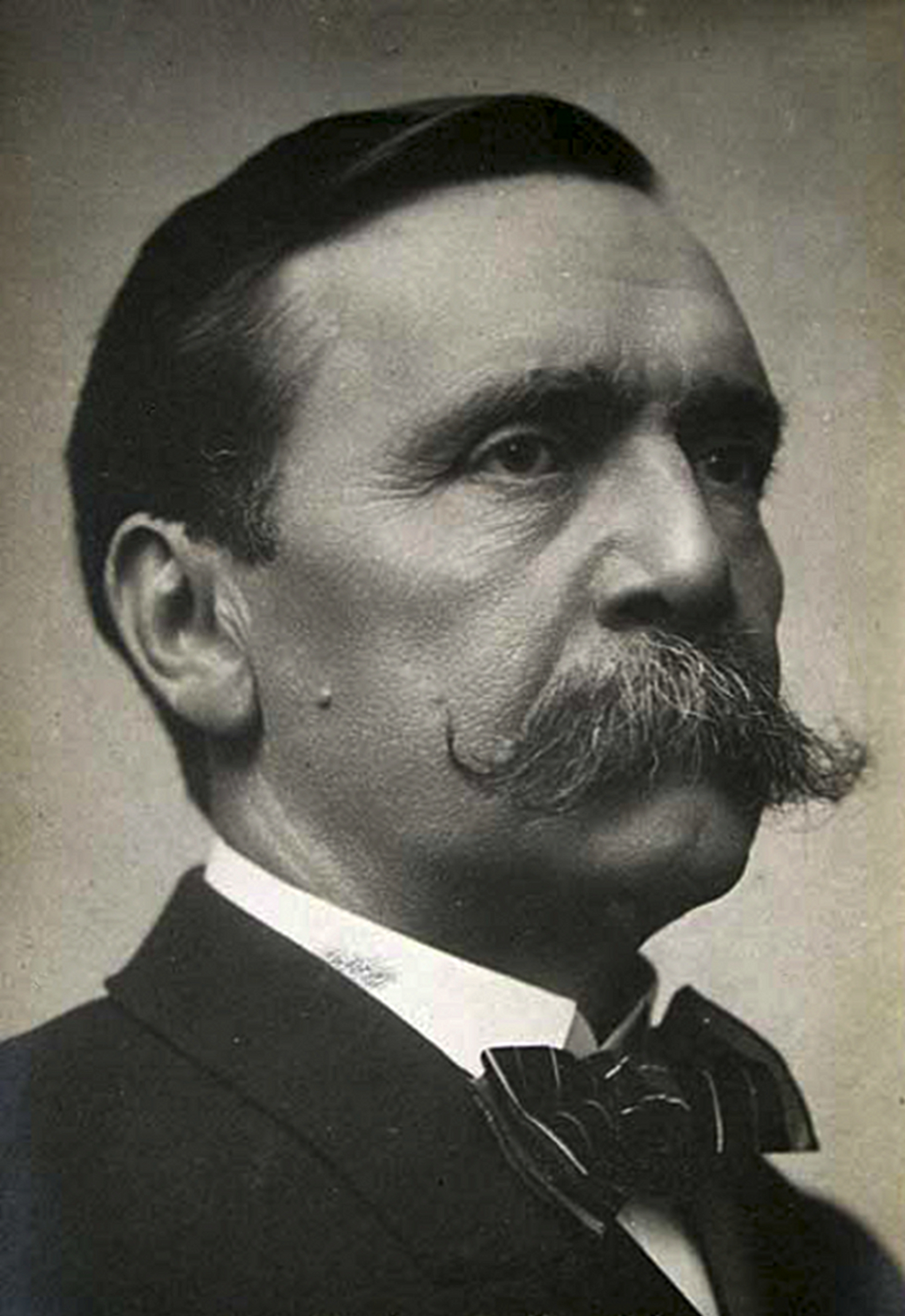
Carlos Pellegrini, primer presidente del Jockey Club.

A partir de 1880 la República Argentina acometió su definitiva organización como nación bajo la guía del lema paz y administración, que caracterizó la primera presidencia del General Julio Argentino Roca (1880-1886) representante de la Generación del Ochenta- se abrió entonces un campo propicio para las realizaciones institucionales. Mucho era lo que había por hacer en el ámbito administrativo oficial, pero también mucho lo que podía y debía hacerse en la esfera privada, tanto desde el punto de vista social como cultural.
El Jockey Club de Buenos Aires, fundado el 15 de abril de 1882, surgió precisamente de ese contexto de euforia creativa. Su impulsor más decidido y primer presidente fue Carlos Pellegrini, secundado en la empresa por un entusiasta conjunto de caballeros representativos de la actividad política y económica del país. La idea que los animaba era la de dar origen en nuestro medio a una entidad capaz de organizar y regir la actividad turfística nacional, hasta entonces fruto de emprendimientos dispersos y poco redituables, pero que al mismo tiempo fuera un centro social como viajes por Francia e Inglaterra. Ambas premisas quedaron enunciadas claramente en el artículo primero del Estatuto de la institución, que expresaba que el Jockey Club sería un centro social, pero también una asociación que propendería al mejoramiento de la raza caballar.
En junio de 2022, la Inspección General de Justicia obligó al club a aceptar mujeres entre sus socios con el fin de que se respete la diversidad sexual

## La antigua sede social de la calle Florida

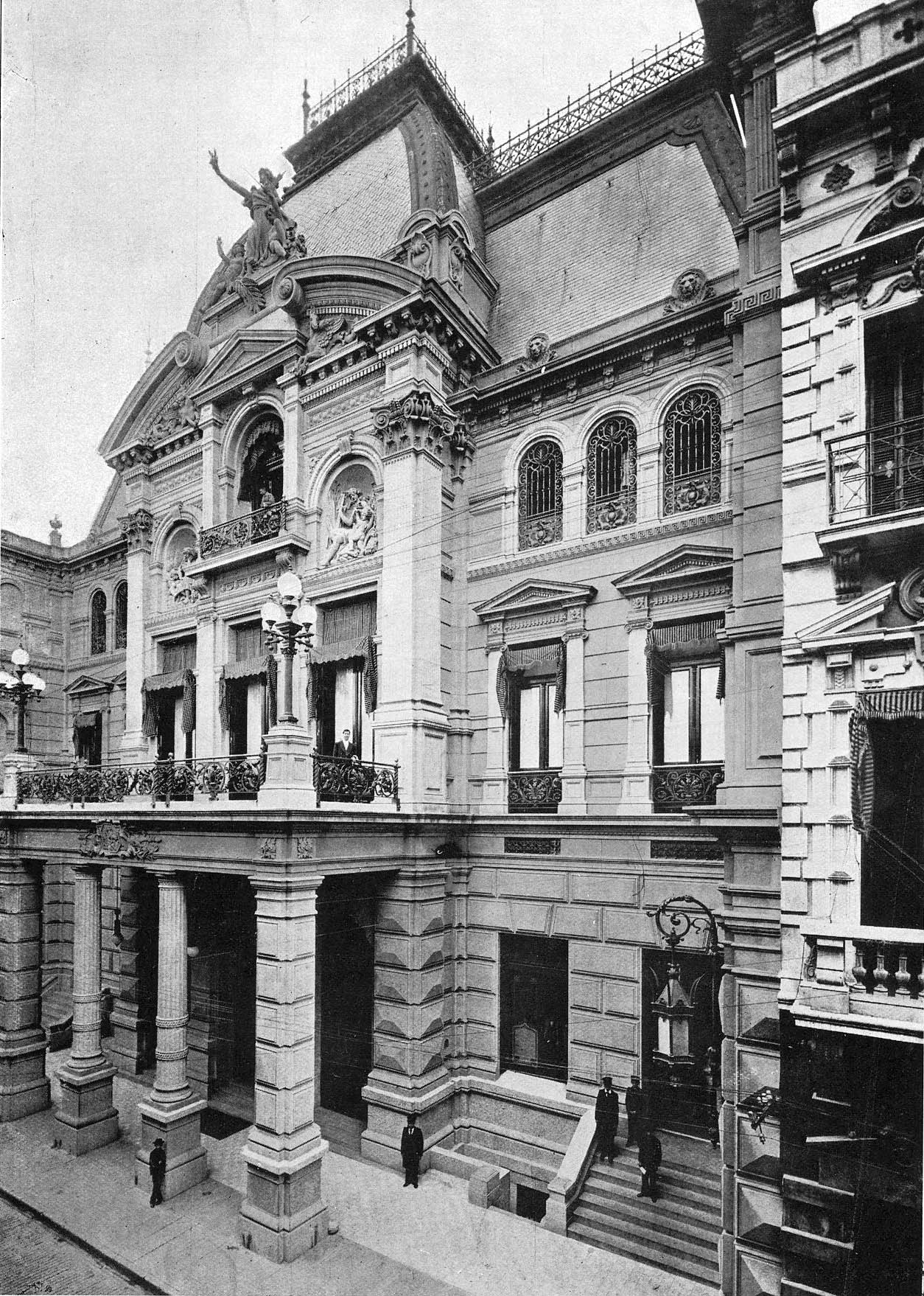
El edificio inaugurado en 1897.

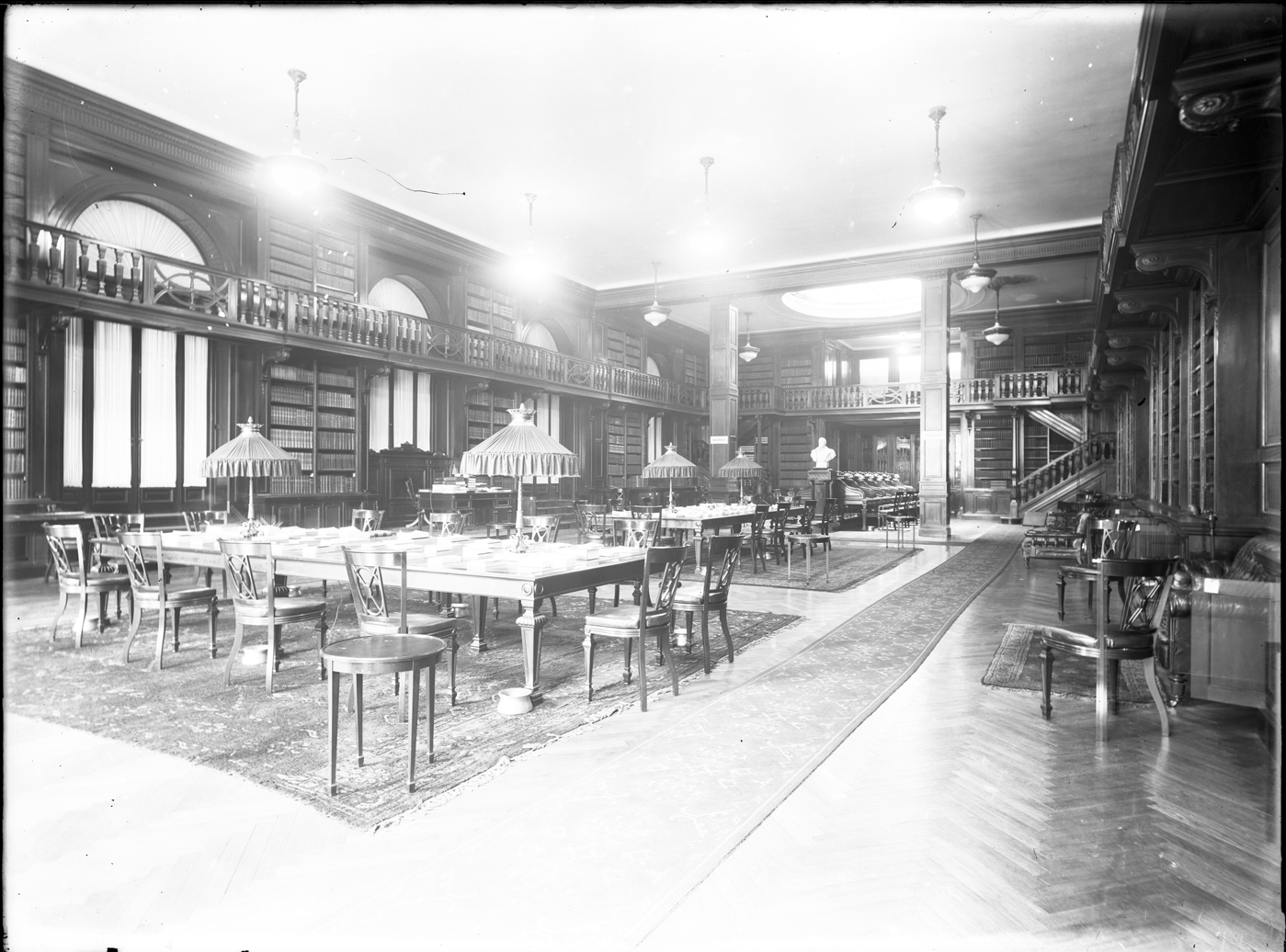
Biblioteca del edificio de la calle Florida.

La vida social del Jockey Club, durante sus primeros años, se desenvolvió en distintas residencias alquiladas, todas ellas ubicadas en la zona céntrica de la ciudad de Buenos Aires, pero una nómina societaria en constante aumento pronto aconsejó la edificación de una sede propia, que estuviera en un todo de acuerdo con la creciente jerarquía que el club había alcanzado en su etapa germinal.
Un paso capital al respecto se tomó en 1888, cuando se adquirió un predio en la calle Florida entre Lavalle y Tucumán, ubicación inmejorable del Buenos Aires de fines del siglo XIX. Después de llamar a concurso de proyectos, las autoridades del Jockey Club resolvieron la inmediata iniciación de las obras, según planos del arquitecto austríaco Manuel Turner. Durante el proceso constructivo, que se extendió por nueve años, el programa original fue completamente modificado, firmando la obra definitiva el ingeniero argentino Emilio Agrelo.
Una soberbia fachada sobre Florida, impactante recepción y escenográfica escalera; suntuosos salones, vasta sala de armas y acogedor comedor; sus elegantes características contribuyeron para que, desde el momento mismo de su inauguración, el 30 de septiembre de 1897, el palacio del Jockey Club se transformara en el centro predilecto de la actividad social más encumbrada de la ciudad. En su moblaje y adorno tuvo mucho que ver Carlos Pellegrini, quien se ocupó personalmente del arreglo definitivo de la casa hasta en sus mínimos detalles, contando para ello con la colaboración de Miguel Cané, que desde París, donde cumplía funciones como ministro argentino, remitió los lujosos cortinados, las espesas alfombras, las panoplias, las arañas de finísimo cristal e incluso los faroles para el frente del edificio.
Con el correr del tiempo la casa sufrió diversas modificaciones. Ante todo se adquirieron varios solares vecinos, posibilitando la ampliación de las instalaciones y la construcción de un edificio anexo para las oficinas administrativas. Sucesivas reformas, llevadas a cabo en 1909 y en 1921, permitieron adaptar los salones a los cambios producidos en las modas y en el gusto, a la vez que, con asesoramiento especializado, se formó una valiosa colección artística, en la que se destacaban pinturas firmadas por Louis-Michel Van Loo, Goya, Bouguereau, Corot, Monet, Sorolla, Anglada Camarasa, Fantin-Latour, Carrière y Favretto. Junto a las de los artistas extranjeros también lucían numerosas telas de maestros argentinos como Sívori, Gramajo Gutiérrez, Bermúdez, Quinquela Martín, López Naguil, Fader, Cordiviola y Aquiles Badi, formando el conjunto una verdadera galería de arte, que algunos socios del Jockey Club no vacilaban en considerar como "nuestro pequeño museo".
Por el lujo de sus salones, por su magnífica biblioteca permanentemente enriquecida y por el prestigio de su colección artística, el palacio del Jockey Club fue ambiente privilegiado para aristocráticas recepciones, y en él también se acostumbraba agasajar a los visitantes ilustres que arribaban a Buenos Aires. La nómina de quienes ingresaron por su pórtico de honor entre 1897 y 1953 incluye presidentes extranjeros como Campos Salles del Brasil y Pedro Montt de Chile, y miembros de la realeza europea, como la Infanta Isabel de Borbón, el príncipe Enrique de Prusia, el Duque de los Abruzos y el Príncipe de Gales (más tarde Eduardo VIII), pero también hombres representativos de la vida política y cultural internacional, como Georges Clemenceau, Theodore Roosevelt, Guillermo Marconi, Anatole France y Santos Dumont.
Por entonces, el Jockey Club disputaba su prestigio con el Club del Progreso, el otro destacado club de la élite porteña. Una de las primeras características sobresalientes que encontramos es que los clubes de elite, han sido creados, y mantenidos en su mayoría hasta la actualidad, como clubes de hombres. El socio es siempre el hombre, la mujer se limita solamente a ser esposa de socio,y de hecho solo los hijos varones serán aquellos que puedan ingresar al club como socios.

## Los hipódromos de Palermo y San Isidro y el Campo de Deportes

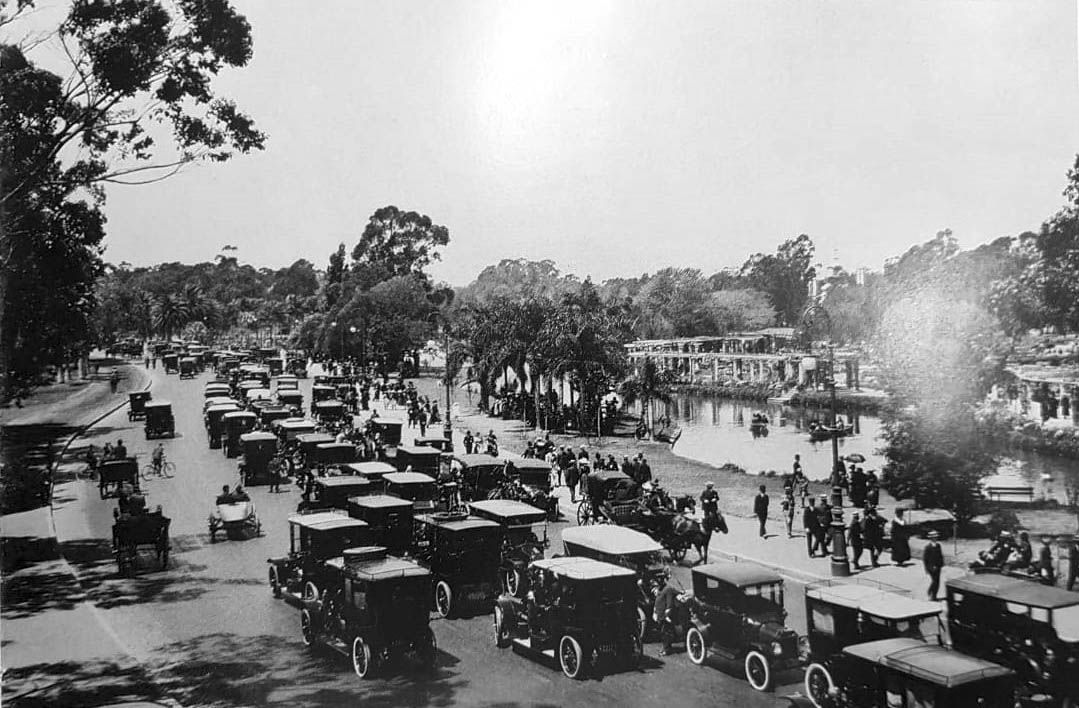
El Hipódromo de Palermo durante el esplendor de la "Bella Epoque".

En lo que respecta al papel rector que se deseaba asumir desde el punto de vista hípico, ya en 1883 el Jockey Club tomó a su cargo la administración del Hipódromo Argentino, que existía desde mayo de 1876, implantando un nuevo reglamento de carreras que pronto tuvo validez en todo el territorio nacional. La creación del Stud Book (registro genealógico de los animales de sangre pura de carrera introducidos o nacidos en el país) completó la serie de importantes medidas iniciales que, muy pronto, comenzaron a dar promisorios frutos.
Hacia 1907 el Jockey Club encaró completas reformas en el hipódromo, que estuvieron a cargo del arquitecto Louis Fauré Dujarric. Las nuevas instalaciones fueron inauguradas en 1909, adquiriendo entonces el circo palermitano el aspecto elegante que aún hoy presenta, a excepción de ligeras modificaciones producidas con el correr del tiempo. Su renovada apariencia se lució en las carreras especiales que se dispusieron para celebrar Centenario argentino de la Revolución de Mayo en 1910, oportunidad en la cual el Jockey Club desplegó un nutrido programa de premios de relieve internacional.
Pero el gran emprendimiento hípico encarado por el Jockey Club consistió en la construcción de un nuevo y moderno Hipódromo de San Isidro en San Isidro, al norte de la capital. Con ese fin se adquirió una extensa fracción de tierras -aproximadamente 316 hectáreas-, operación que quedó formalizada el 5 de abril de 1926. Construido de acuerdo con los conceptos más modernos en la materia y dotado de soberbias pistas con un recorrido oval de 2.738 metros, el Hipódromo de San Isidro fue inaugurado el 8 de diciembre de 1935. Pistas de entrenamiento, boxes y un hospital veterinario completaron con el tiempo las instalaciones a las que rodean magníficos parques.
En esas tierras también se construyeron dos canchas de golf de 18 hoyos cada una -la colorada y la azul- diseñadas por el especialista británico Alister MacKenzie, que fueron abiertas al público en 1930. En 1940 se comenzó allí la construcción de un soberbio edificio social de estilo inglés, el Club House del Golf. Ese mismo año se inauguraron las dos primeras canchas de polo de un total de siete con las que se cuenta actualmente. Piletas de natación para mayores y niños y canchas de tenis y fútbol constituyen el área deportiva al aire libre que también se estableció en el inmejorable paisaje de San Isidro.
Luego de pasar a manos del estado en 1953, durante el peronismo, tras varios traspasos en 1978 el hipódromo quedó a cargo del Jockey Club. El resto del predio fue donado por Lotería Nacional al Jockey Club en 1977 por decreto del presidente de facto Jorge Rafael Videla. El Club dotó de importantes adelantos tecnológicos que, desde entonces, permitieron desarrollar la intensa y lucida actividad hípica con la que el Jockey Club lleva adelante el postulado inicial de su Estatuto.

## Proyección social del Jockey Club
A lo largo de su trayectoria, el Jockey Club no solo prestó atención a la vida social y al desarrollo del turf. También colaboró económicamente con organismos oficiales como la Dirección de Remonta del Ejército, cumpliendo además una importante función benéfica por medio de múltiples donativos a instituciones educativas y de bien público. En 1929 esas preocupaciones fructificaron en la construcción de una escuela y jardín de infantes modelo en su tipo, de cuyo financiamiento y administración se hizo cargo el Club hasta 1953. [cita requerida]Premios estímulo a la creación artística y literaria fueron también otras formas -no menos importantes- de proyección del Jockey Club hacia la comunidad.Entonces llegó un nuevo gobierno peronista que, una vez en el poder, implementaría las reformas estructurales propugnadas por el consenso de Washington.  El nuevo peronismo menemista adoptó un modelo que Maristella Svampa llama “modernización excluyente”, con clases medias altas auto segregadas en urbanizaciones privadas, y la multiplicación de villas miserias. Hay por un lado una fuerte concentración de la riqueza, por otro lado tenemos una heterogeneización de las clases altas. Entre los años 45 y 90 se da una diversificación de las mismas relacionada con la caída de las familias tradicionales vinculadas al campo.
El Jockey Club como uno de los espacios tradicionales de las elites argentinas parecería seguir la línea de cambios que Heredia (2003 y 2008) plantea acerca de lo acontecido en la Sociedad Rural Argentina y la Bolsa de Comercio de Buenos Aires (espacios tradicionales permeados, pero que logran un nuevo equilibrio manteniendo sus tradiciones y costumbres). De todas maneras será necesario profundizar el análisis en etapas posteriores.

## La segunda época del Club y la actual sede social

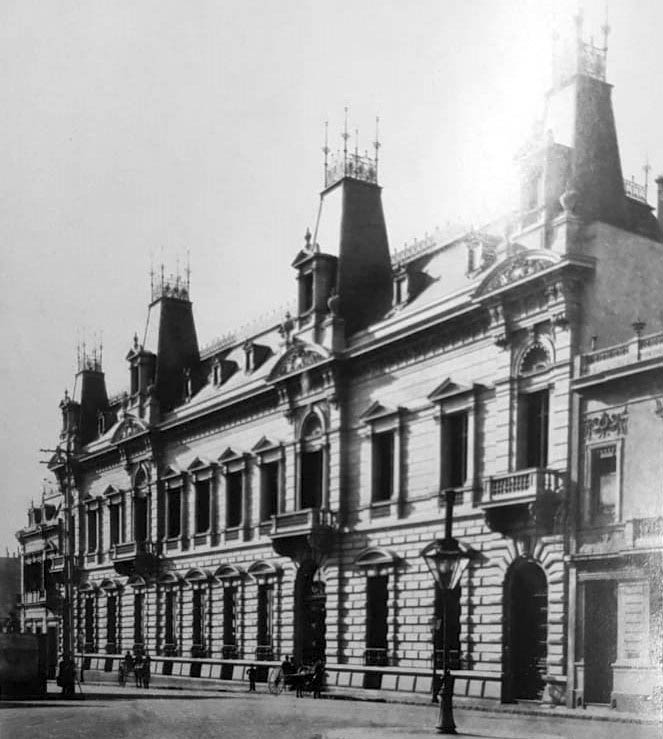
Antigua casa de la familia Unzué, antes de ser reformada.

Alrededor de medianoche del 15 de abril de 1953,  luego del atentado en plaza de mayo contra manifestantes peronistas perpetrado por opositores al gobierno el 15 de abril de 1953, algunos militantes peronistas Incendiaron y destruyeron el palacio del Jockey Club de la calle Florida junto con otros locales y espacios opositores del gobierno peronista. Casi la totalidad de su patrimonio artístico se perdió debido al incendio. Pocos días después el presidente Juan Domingo Perón disolvió el Jockey Club. 
Manuel Anasagasti, expresidente del Jockey Club, contó que entre los bienes robados antes del incendio había partidas de vino con sello y número de catálogo del club. Tiempo después una de esas partidas fue rematada por el Banco Municipal y se aprovechó a recuperarla mediante su compra y cuando se pusieron en venta los bienes de Perón luego de su caída también volvieron a comprar en remate otra de esas partidas que los incendiarios habían obsequiado a Perón como trofeo de guerra.
La nueva etapa del Jockey Club se inició en 1958, cuando recuperó su personería y tuvo como escenario una residencia que había pertenecido a la familia Estrugamou y estaba ubicada en la calle Cerrito 1353. La casa fue adquirida con sus muebles, alfombras, arañas y obras de arte y se la adaptó para las actividades del club con el asesoramiento del arquitecto Alejandro Bustillo. Aunque de menores dimensiones que la sede de la calle Florida, cumplió sobradamente con los requerimientos de la entidad durante aquel tiempo de transición.

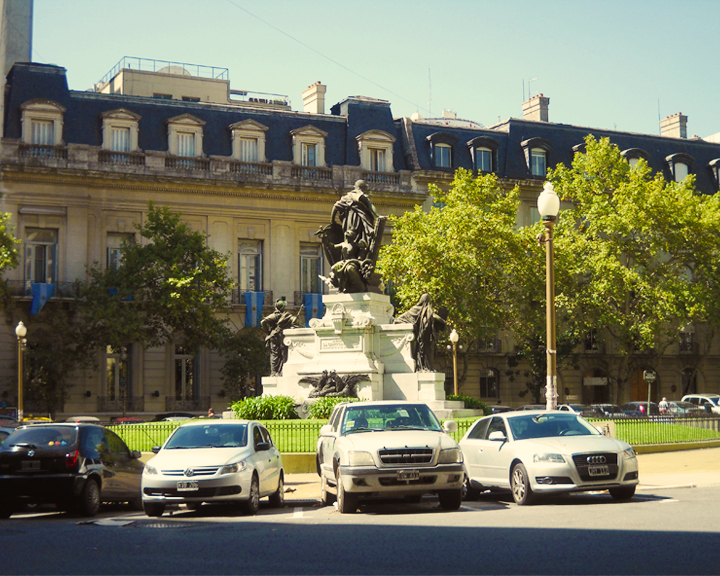
Actual sede social, sobre la Plaza Carlos Pellegrini. Fue adquirida en 1958, y expandida en 1966 y 1981.

En 1966 se adquirió el edificio de la avenida Alvear 1345, una de las mansiones más suntuosas de entre las construidas en Buenos Aires a fines del siglo XIX, cuyo frente, para mayor significación, se abre sobre la Plaza Carlos Pellegrini en la que se erige el monumento a Pellegrini, el preclaro fundador del Jockey Club.

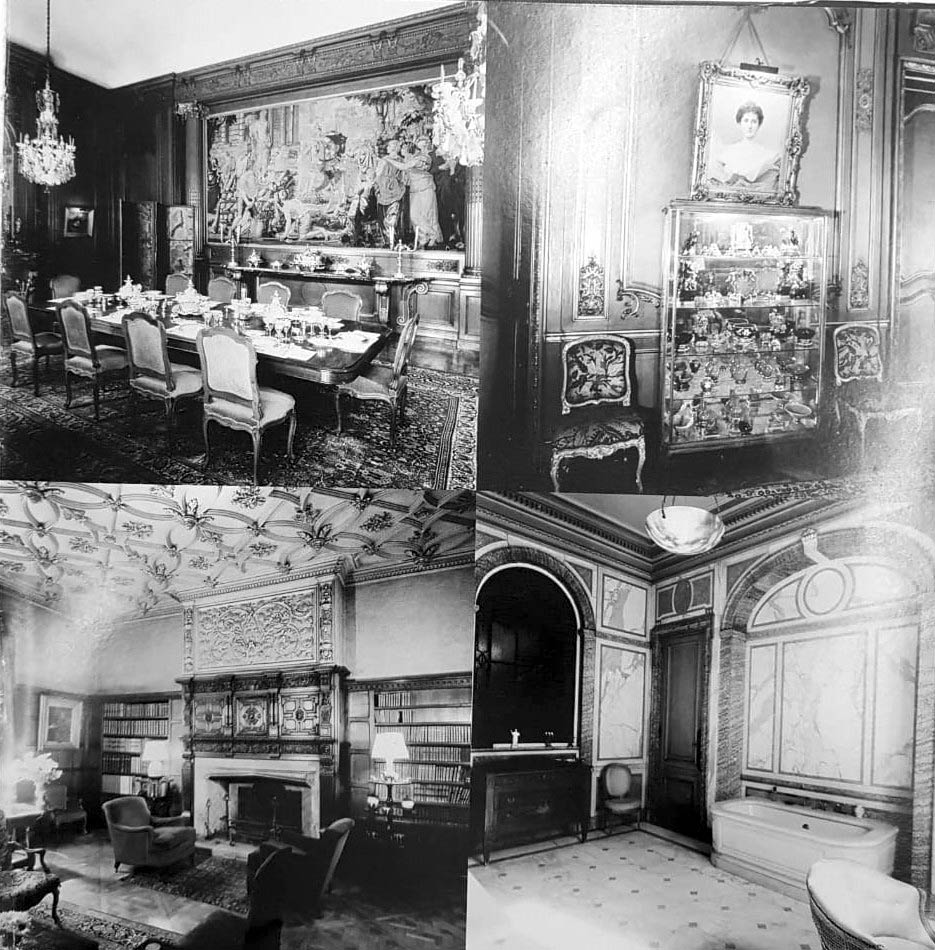
El Eclectisimo de la "Bella Epoque" que mezcla el estilo Frances Inglés e Italiano, se refleja en su interior.

Las complejas tareas de reciclaje, a cargo del estudio de los arquitectos Acevedo, Becú y Moreno, permitieron que en noviembre de 1968 el Jockey Club abriera nuevamente sus puertas en una casa de gran clase, dotada de todas las comodidades necesarias para su mejor funcionamiento. Se respetaron los ambientes de la recepción, tal como eran cuando aún vivía allí su antigua propietaria, doña Concepción Unzué de Casares, pero todo el resto de la casa sufrió un completo proceso de transformación. Se volvió así a disponer de amplias dependencias, un vasto comedor, una cómoda sala de armas y una inmensa biblioteca. Volvieron a colgar de los muros pinturas de firmas reputadas y a llenarse de voces los lujosos salones. Se volvió también a discutir sobre turf y otra vez se realizaron reuniones culturales. En fin: el Jockey Club volvió a adquirir el antiguo y tradicional esplendor que lo había caracterizado desde sus años iniciales, instalado en uno de los recodos más distinguidos de Buenos Aires.
En 1981 el espacio social de la Avenida Alvear se vio notoriamente engrandecido con la adquisición de una residencia anexa, con frente sobre la calle Cerrito, que antes había sido de la familia Sánchez Elía. Se integraron ambas casas a través de sus respectivos jardines, se agregaron nuevos y relucientes ambientes y la sede del Jockey Club alcanzó entonces su máxima prestancia; la misma que hoy se despliega, con cotidiano deslumbramiento, ante los socios que la visitan y que ingresan en ella bajo la mirada alerta de la Diana de Falguière que, salvada del incendio de 1953, sigue custodiando las puertas del Jockey Club como lo hizo siempre, desde su inauguración, en la recordada sede de la calle Florida.

## Socios fundadores
Enrique Acebal, Juan Acebal, Pedro Acebal, Torcuato de Alvear, Mariano Morales, Guillermo Anderson, Bernabé Artayeta Castex, Germán G. Balcarce, Eudoro Balsa, Pablo Belisle, Tomás Bell, Otto Bemberg, Mariano Benítez, Agustín Bibolian, Francisco Bosch Santiago Bret, Federico Bridger, J. Brown (h), Antonino Cambaceres, Luis María Campos, Manuel J. Campos, Juan Cano, Roberto Cano, Diego Cartby, Alberto Casares, Emilio Casares, Sebastián Casares, Vicente Casares, Eduardo Casey, Guillermo Casey, Lorenzo Casey, Santiago Casey, Esteban Castaing, Pedro Chapar, Diego Church, Carlos A. Davis, Carlos Diehl, Tomás Duggan, J. Dowling, Ricardo Eastman, Exequiel de Elía, Francisco Fernández, Juan Nepomuceno Fernández, Ricardo Donato Fernández Torres, Eugenio Gahan, Santiago B. Gahan, Tomás A. Gahan, Gregorio Gallegos, Diego Galup, Lorenzo Garrahan, Baldomero Gayan, Remigio González Moreno, Manuel J. Güiraldes, Patricio Ham, Guillermo Kemmis, Anacarsis Lanús (h), Santiago Lawrie, Nicolás Lowe, Pedro Luro, Rufino Luro, Santiago Luro, Ernesto Madero, Francisco Bernabé Madero, Juan Malcolm, Mariano F. Marenco Bengolea, Bartolomé Martín, Julián Martínez, Manuel Mattos, Tulio Méndez, Juan Ángel Molina, Eduardo Murphy, Santiago Murphy, J. W. Nash, Emilio Nougier, Alberto Ortiz Basualdo, Manuel Ortiz Basualdo, José Pacheco, Carlos Pellegrini, Juan Adan Pradère, Leonardo Pereyra Iraola, Héctor Quesada, Norberto Quirno Pizarro, Eliseo Ramírez, Ezequiel Ramos Mexía, Ataliva Roca, Carlos P. Rodríguez, Victoriano Rodríguez, Próspero Rouais, Ignacio Sánchez, Augusto Schang, Pedro Seré, Alejandro Shaw, Juan Shaw, Guillermo H. Taylor, Remigio Tomé, Pío Trelles, Carlos Urioste, Aristóbulo del Valle, Nicandro Villar, Narciso Vivot Farrán y Agustín Zemborain.

## Infraestructura
- Biblioteca
- Restaurante

## Infraestructura deportiva
- Predio de hipódromo
- Canchas de golf
  - Azul (6.378 yardas)
  - Colorada (6.577 yardas)
- Campo de deportes